# Campionato africano femminile under 20 di pallavolo 2015
Il campionato africano femminile under 20 di pallavolo 2015 si è svolto dal 27 febbraio al 1º marzo 2015 a Il Cairo, in Egitto: al torneo hanno partecipato tre squadre nazionali under 20 africane e la vittoria finale è andata per la sesta volta consecutiva all'Egitto.

## Impianti
|                                                                     |  |  |
|                                                                     |  |  |
| Eastern Company Hall Città: Il Cairo Capienza: - Anno d'apertura: - |  |  |

## Regolamento

### Formula
Le squadre hanno disputato un'unica fase con formula del girone all'italiana.

### Criteri di classifica
Se il risultato finale è stato di 3-0 o 3-1 sono stati assegnati 3 punti alla squadra vincente e 0 a quella sconfitta, se il risultato finale è stato di 3-2 sono stati assegnati 2 punti alla squadra vincente e 1 a quella sconfitta.
L'ordine del posizionamento in classifica è stato definito in base a:
- Punti;
- Ratio dei set vinti/persi;
- Ratio dei punti realizzati/subiti;
- Risultati degli scontri diretti.

## Squadre partecipanti
| Squadra | Qualificazione      | Ultima partecipazione |
| ------- | ------------------- | --------------------- |
| Algeria | -                   | Nigeria 2013          |
| Egitto  | Paese organizzatore | Nigeria 2013          |
| Kenya   | -                   | Kenya 2008            |
| Marocco | -                   | Debutto               |

## Torneo

### Risultati
| 27 febbraio 2015 Eastern Company Hall, Il Cairo Durata: 1h:11 - Spettatori: 200 | Algeria | 0 - 3 | Egitto  | 17-25, 13-25, 11-25               |
| 28 febbraio 2015 Eastern Company Hall, Il Cairo Durata: 1h:58 - Spettatori: 200 | Kenya   | 2 - 3 | Algeria | 25-19, 15-25, 21-25, 25-17, 10-15 |
| 1º marzo 2015 Eastern Company Hall, Il Cairo Durata: 1h:11 - Spettatori: 400    | Kenya   | 0 - 3 | Egitto  | 16-25, 12-25, 17-25               |

### Classifica
| Pos | Squadra | Pt | G | V | P | SV | SP | Ratio | PF  | PS  | Ratio |
| --- | ------- | -- | - | - | - | -- | -- | ----- | --- | --- | ----- |
| 1   | Egitto  | 6  | 2 | 2 | 0 | 6  | 0  | MAX   | 150 | 68  | 2.205 |
| 2   | Algeria | 2  | 2 | 1 | 1 | 3  | 5  | 0.600 | 142 | 171 | 0.830 |
| 3   | Kenya   | 1  | 2 | 0 | 2 | 2  | 6  | 0.333 | 141 | 176 | 0.801 |

## Classifica finale
| Pos | Squadre | Qualificazione                    |
| --- | ------- | --------------------------------- |
|     | Egitto  | Campionato mondiale under 20 2015 |
|     | Algeria |                                   |
|     | Kenya   |                                   |

## Premi individuali
| Premio                 | Nome               | Squadra |
| ---------------------- | ------------------ | ------- |
| MVP                    | Sarah Hanafy       | Egitto  |
| Miglior attaccante     | Yasmine Abdelrahim | Algeria |
| Miglior muro           | Aya Kalid          | Egitto  |
| Miglior servizio       | Carolyne Sirengo   | Kenya   |
| Miglior palleggiatrice | Doaa Mohamed       | Egitto  |
| Miglior ricevitrice    | Zineb Benhamed     | Algeria |
| Miglior libero         | Icel Nadim         | Egitto  |